# Lisy
Lisy (Duits: Lissen) is een plaats in het Poolse woiwodschap Ermland-Mazurië, in het district Gołdap. De plaats maakt deel uit van de landgemeente Banie Mazurskie en telt 260 inwoners.

## Geschiedenis
In 1566 werd het dorp onder de naam Springborn gesticht. Vanaf 1871 was de naam Lyssen, die nog ergens voor 1900 in "Lissen" werd gewijzigd.
In 1910 had Lissen 736 inwoners.
Als gevolg van de Tweede Wereldoorlog kwam Lissen in 1945 met de rest van zuidelijk Oost-Pruisen aan Polen en werd de naam gewijzigd naar "Lisy".
Sindsdien is het een sołectwo – waartoe ook Liski (Klein Lissen) behoort - en valt het onder Banie Mazurskie in Gołdap. Tot 1998 viel Lisy onder het woiwodschap Suwałki, en vanaf dan onder Ermland-Mazurië.